# کامپرداون، نیو ساوت ولز
کامپرداون (به انگلیسی: Camperdown) یک حومه شهر در استرالیا است که در نیو ساوت ولز واقع شده‌است.